# Барура
Барура (бенг. বরুরা, англ. Barura) — город и муниципалитет на юго-востоке Бангладеш, административный центр одноимённого подокруга. Площадь города равна 4,87 км². По данным переписи 2001 года, в городе проживало 38 608 человек, из которых мужчины составляли 49,76 %, женщины — соответственно 50,24 %. Уровень грамотности населения составлял 35,7 % (при среднем по Бангладеш показателе 43,1 %). 